# Узбекинвест
Акционерное общество «Компания экспортно-импортного страхования „Узбекинвест“» — одна из самых крупных государственных страховых компаний Узбекистана по уставному капиталу, страховым премиям и резервам. На протяжении многих лет занимала первое место по объёмам собираемой страховой премии в стране. Осуществляет деятельность в отрасли «общего страхования» по всем 17 классам страхования согласно классификатору страховой деятельности РУз и осуществляет международную деятельность в сфере перестрахования.

## История
Образована в 13 апреля 1994 г. гсогласно Указу Президента РУз №УП 745 от 21.01.1994 г. и в соответствии с Постановлением Кабинета Министров Республики Узбекистан от 13.04.1994 г. N 206.
В 1997 г. преобразована в Национальную компанию экспортно-импортного страхования «Узбекинвест» с приданием ей статуса официального страхового агентства правительства страны по страхованию экспорта и инвестиций согласно Указу Президента РУ от 18.02.1997 г. №УП-1710 и ПКМ РУ от 28.02.1997 г. № 113.
1 июля 2020 года преобразована в акционерное общество в рамках исполнения Постановления Президента Республики Узбекистан «О мерах по расширению механизмов финансирования и страховой защиты экспортной деятельности» и в соответствие с Постановлением Кабинета Министров РУз «О мерах по дальнейшему совершенствованию деятельности Национальной компании экспортно-импортного страхования „Узбекинвест“».

## Руководство компании
Руководство:
- Азимов Рустам Садыкович — Генеральный директор;
- Халиков Рустам Бахтиярович — Первый заместитель Генерального директора по вопросам предэкспортного и экспортного страхования;
- Асатуллаев Алишер Лутфуллаевич — Заместитель генерального директора.

## Учредители
- Министерство инвестиций и внешней торговли РУз — 83,3341 %
- АО «Национальный банк внешнеэкономической деятельности РУз» — 16,67 %[1]

## Деятельность
«Узбекинвест» предоставляет услуги в сфере «общего страхования» по всем 17 классам страхования согласно классификатору страховой деятельности Узбекистана. «Узбекинвест» на протяжении последних нескольких лет устойчиво занимает верхние строчки рейтинга страховщиков по объёму собранных страховых премий. Два года подряд (2019—2020) компания становилась лидером по сбору страховых премий среди страховых компаний Узбекистана.

### Страховые поступления и выплаты
Динамика собранных страховых премий и страховых выплат.
| Год  | Поступления (млрд. сум) | Выплаты (млрд. сум) |
| ---- | ----------------------- | ------------------- |
| 2014 | 60,7                    | 12,7                |
| 2015 | 79,9                    | 12,04               |
| 2016 | 103,9                   | 15,01               |
| 2017 | 130,8                   | 20,3                |
| 2018 | 130,8                   | 20,3                |
| 2019 | 285,6                   | 24,2                |
| 2020 | 262,9                   | 66,6                |

### Перестрахование
Компания имеет лицензию на осуществление перестраховочной деятельности. Международными партнёрами компании на перестраховочном рынке являются: синдикаты Lloyd’s, Allianz SE, Zurich Insurance Group, Tokio Marine & Nichido Fire Insurance Co, AXA, People Insurance Company of China, Korean Reinsurance Company, Согаз, Ингосстрах, Marsh, AON, UIB и другие.

### Рейтинги и сертификаты
C 2004 года в компании внедрена Система менеджмента качества в соответствии с требованиями международных стандартов ISO 9001. В 2025 году «Узбекинвест» прошел ре-сертификационный аудит и получил сертификат соответствия системы менеджмента качества новой версии стандарта ISO 9001:2015, выданный международным органом по сертификации Cert International (Словакия).
В июне 2025 года Международное рейтинговое агентство «Moody’s Ratings» (США) повысило прогноз по рейтингу финансовой устойчивости страховой компании «Узбекинвест» до уровня Ba2 - «позитивный»..
Также следует отметить, что в мае 2025 года Международным рейтинговым агентством A.M. Best Company Inc., специализирующимся на оценке и присвоении международных рейтингов страховым компаниям, был подтверждён рейтинг финансовой устойчивости компании (FSR) на уровне B и долгосрочный кредитный рейтинг эмитента (ICR) на уровне bb с прогнозом по обоим рейтингам — «стабильный».
На ежегодной основе компании присваивается наивысший рейтинг платёжеспособности по национальной шкале на уровне «uzА++» с прогнозом «стабильный» от рейтинговое агентство Ahbor-Reyting.